# Ferien
Mit Ferien (vom lateinischen feriae für Festtage) werden Zeiträume bezeichnet, in denen eine Einrichtung vollständig schließt, um ihren Angehörigen andere Tätigkeiten, insbesondere Erholung zu ermöglichen.
In Deutschland und Österreich werden damit überwiegend die Schulferien als Zeit, in der kein Unterricht stattfindet, bezeichnet („Unterrichtsfreie Zeit“); in der Schweiz wird daneben auch die vom Arbeitgeber den Arbeitnehmern gewährte Freizeit ausschließlich als Ferien bezeichnet (zu dieser Art von Ferien siehe → Erholungsurlaub). Im Schweizer Hochdeutsch gilt auch: Man fährt nicht in den Urlaub, sondern geht in die Ferien. Im übrigen deutschsprachigen Raum ist Ferien vom Urlaub zu unterscheiden, der jeweils nur einzelnen Angehörigen der Einrichtung gewährt wird.

## Geschichte
Im Alten Rom wurden mit feriae die Fest- oder heiligen Ruhetage bezeichnet, an denen keine öffentlichen oder privaten Geschäfte betrieben werden durften. Man unterschied zwischen öffentlichen feriae publicae sowie privaten feriae privatae, die von einzelnen Personen oder Familien z. B. anlässlich von Geburtstagen (feriae nativae) oder Totenfeiern (feriae denicales) begangen wurden. Bei den feriae publicae unterschied man genauer
1. feriae legitimae: die regelmäßigen, seit alter Zeit bestehenden Staatsfeste
  1. feriae statae: immer auf bestimmte Tage fallend und im Kalender verzeichnet
  2. feriae conceptivae: jährlich, aber nicht immer an demselben Tag begangen und daher von den Priestern angekündigt (dazu gehörten z. B. die Feriae Latinae)
2. feriae imperativae: für besondere Fälle angeordnete Feiertage

## Arten
Der wichtigste Fall sind die Schulferien, in denen kein Unterricht oder sonstige schulische Veranstaltungen stattfinden, jedoch ein Mindestmaß an organisatorischem Betrieb aufrechterhalten wird. Termin ist meist die Zeit um Ostern, um Pfingsten, der Hochsommer, die Zeit um Allerheiligen sowie die nach Weihnachten. Schulferien stellen den einzigen Zeitraum dar, in denen den Lehrkräften Erholungsurlaub gewährt werden darf. Die Kirchenkonventsprotokolle von Holzgerlingen aus dem 18. Jahrhundert nennen für die Schüler im Juni zehn Tage Ferien zur Heuernte, im August 14 Tage zur Getreideernte und acht Tage zur Oehmd – 14-tägige Ferien gab es lediglich im Herbst.
An Hochschulen gibt es Semesterferien, in deren Kernzeit keine Lehrveranstaltungen (Vorlesungen) und meist auch keine Prüfungen durchgeführt werden. Der Hochschulbetrieb ruht jedoch in der Regel nicht völlig; je nach Hochschule und Studienfach finden durchaus Veranstaltungen, Prüfungen oder Praktika statt, weshalb auch die verdeutlichende Bezeichnung „vorlesungsfreie Zeit“ üblich ist. Oft wird diese Zeit auch genutzt, um Seminararbeiten zu verfassen.
Seltener sind Betriebsferien, in denen im gesamten Betrieb auf Wunsch der Leitung oder Mitarbeiter nicht gearbeitet wird. Relativ häufig sind sie in saisonabhängigen Branchen wie etwa der Hotellerie. Schließlich gibt es Gerichtsferien, während deren nur besonders wichtige oder dringliche Verfahren betrieben werden. In den Parlamentsferien, auch parlamentarische Sommerpause genannt, ruht die Tätigkeit des Gesetzgebungsorgans.

## Wortursprung
„Ferien“ leitet sich ab von lateinisch feriae ‚Ferien, Feiertage, Ruhetage, freie Tage, freie Zeit‘. Im Mittelalter und in der frühen Neuzeit unterschied man zwischen einer Reihe von verschiedenen „Ferien“: „feriae sacrae“, „feriae profanae“ und weiteren Feiertagen, an denen das öffentliche Leben (Gerichte, Vertragsverhandlungen, Universitäten, Schulen etc.) ruhte.
Seit 1521 wird das Wort in der Reichsordnung unter „geschäftsfreie Tage“ (zunächst im Gerichtswesen) aufgeführt. Ab 1749, mit der Einführung der „Schulferien“, werden auch „unterrichtsfreie Tage“ damit bezeichnet.
Vom Ende des 19. Jahrhunderts an wird das Wort auch synonym mit Urlaub (mhd. urloup = Erlaubnis, Erlaubnis zu gehen, Abschied) für die Arbeitsunterbrechung der angestellten Arbeiter verwendet.
Früher wurden Ferien auch als Vakanzen bezeichnet, was von dem lateinischen Wort vacans („leer“, „unbesetzt“) kommt.
„Ferien“ ist ein Pluraletantum.